# 1 Dywizja Lotnictwa Bombowego

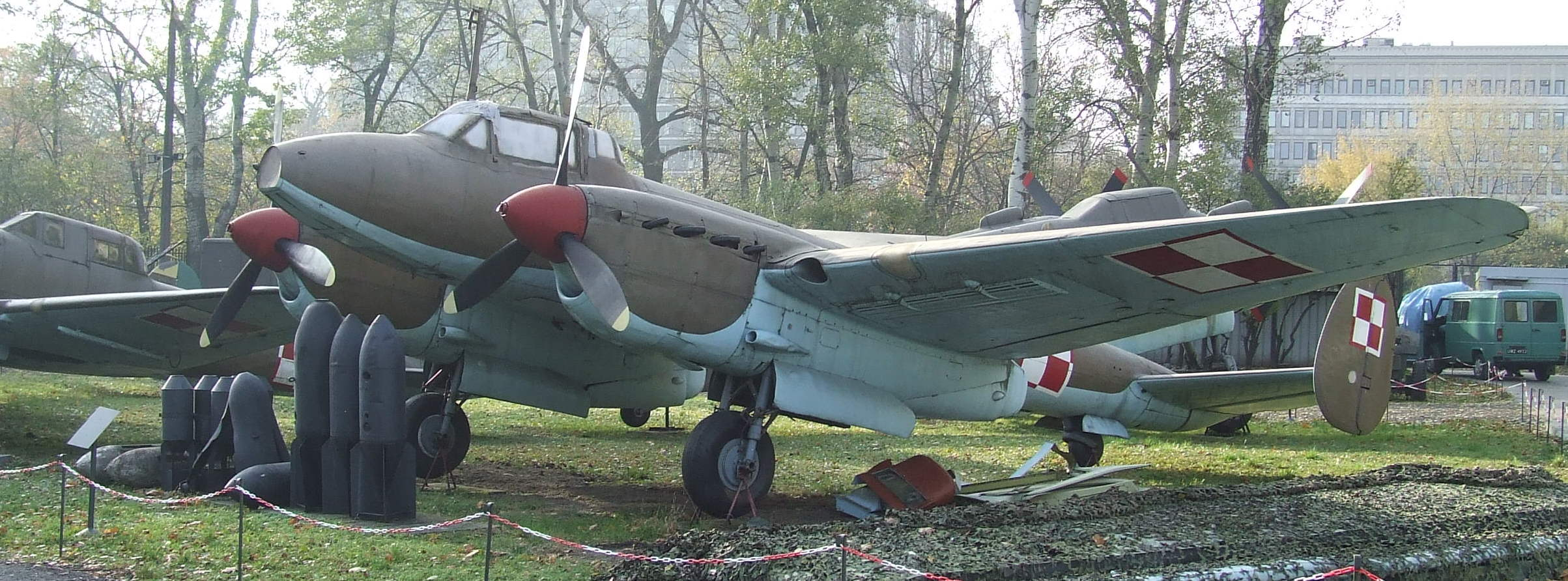
Pe-2

1 Dywizja Lotnictwa Bombowego (1 DLB) – związek taktyczny lotnictwa bombowego ludowego Wojska Polskiego.

## Formowanie i zmiany organizacyjne
Dywizję sformowano na podstawie rozkazu Naczelnego Dowództwa WP z 31 października 1944 jako związek taktyczny 1 Mieszanego Korpusu Lotniczego. Utworzono ją w Mirgorodzie, Kirowogradzie i Kazaniu z przekazanych z Armii Czerwonej trzech pułków lotniczych oraz dowództwa 184 Dywizji Lotnictwa Bombowego. Wiosną dywizja została przebazowana do kraju na lotniska w Sochaczewie i Sannikach. 
Od chwili sformowania do momentu zakończenia wojny dywizja prowadziła szkolenie bojowe. W walkach nie wzięła udziału. 
W 1946 dywizję rozformowano pozostawiając 3 pułk lotnictwa bombowego, który przemianowano na 7 pułk bombowców nurkujących

## Skład dywizji w 1944
- Dowództwo dywizji
- 3 pułk lotnictwa bombowego
- 4 pułk lotnictwa bombowego
- 5 pułk lotnictwa bombowego
- 40 kompania łączności
- klucz dowództwa dywizji

Stan etatowy dywizji: 1036 żołnierzy. Uzbrojenie: 105 samolotów, w tym: 96 bombowców Pe-2, 1 myśliwiec Jak-1, 1 myśliwiec Jak-7, 7 samolotów łącznikowych Po-2.

## Dowództwo dywizji w 1944
- dowódca dywizji - ppłk Michał Martynow
- szef sztabu - ppłk Mikołaj Kulin